# 春ゆきてレトロチカ
『春ゆきてレトロチカ』（はるゆきてレトロチカ）は、スクウェア・エニックスより2022年5月12日に発売のゲームソフト。

## 概要
2022年2月10日に配信された「Nintendo Direct 2022.2.10」内で発表された。実写を使用した推理型のアドベンチャーゲームで、「問題編」で起きた殺人事件を「推理編」で仮説を組み立て、「解決編」で真相を暴きだす。
2023年4月25日には、モバイルデバイス向けに調整を行ったAndroid版とiOS版が発売された。

## あらすじ
序章 桜参りにて
人気ミステリ作家・河々見はるかのサイン会に、生物学者の四十間永司が現れる。彼は不老の果実・「トキジクノカクノコノミ（以下：トキジク）」と、最近庭から見つかった100年前の白骨死体についての調査を依頼してきた。快諾したはるかは、100年に1度の四十間家代替わりの行事に参加することになる。
当主の四十間了永らは取材という名目で納得したものの、調査の取っ掛かりがみつからない。そこで、はるかの担当編集者の山瀬明里は、四十間家の先祖が書き、「トキジク」についての記述がある小説が掲載された古い雑誌を手渡す。手がかりを求めて、はるかは小説を読み解くこととなるのだった。
第一章 うろつく木乃伊
時は大正。不老長寿にまつわる品を持ち寄って開催された個人競売会に潜入したい四十間佳乃。それは奪われたトキジクを取り戻したいという目的があったからだった。通りかかった久坂如水の協力によって、屋敷に入ることに成功。だが、調査を進める中で、出品物の一つのミイラが動くのを目撃してしまう。さらに、鍵のかかった保管室で、競売会参加者の一人が死体となって発見された。果たして、これはミイラの呪いによるものなのだろうか。
第二章 論理の路はつながらない
小説を読み解いたはるかの下に、四十間家の人間が集まってきた。そこで了永は、四十間家の代替わりは行わず、四十間家を解体すると宣言する。場が騒然とする中、はるかが書いているシリーズ小説の主人公と同じ名前を名乗る探偵・西毬真琴が現れる。彼は四十間家で起こる連続変死事件の調査に来たというのだ。そして、了永がお茶を一口飲んだ瞬間、急に苦しみだす。さらに、家の玄関先には、連続変死事件の現場に添えられているという、赤い椿の花があった。
第三章 巡情エレジー
犯行の動機を探るため、はるかは四十間家にあった雑誌『文藝世界』に掲載された小説を読み解き始める。時は昭和。小説の舞台は「不老の歌姫」と称される歌手を有するナイトクラブ「赤椿」。そこで若かりし四十間了永が、ホステスの伊夜に対して不老の果実について語る場面が描かれていた。そして、歌姫の弟子の新人歌手がステージ上で死亡する事件が発生。その事件の調査をする探偵の名前は、大正の小説に登場した久坂如水だった。
第四章 亡失の川
現代の四十間家の蔵から、四十間佳乃の小説の未発表原稿が出てきた。第一章の事件から数ヶ月後。佳乃は叔父・四十間永山から代替わりの行事に参加しろという手紙が届いたため、如水と共に温泉旅館へ向かう。当主である父・四十間元永との再会を喜ぶが、すぐに四十間家を出ろと言われてしまう。そして、恒例行事である灯籠流しを行った翌朝、元永は自室で遺体となって発見される。
第五章 唐繰回牢
四十間家に監禁された如水を助けるため、四十間家へと向かう佳乃。抵抗むなしく地下牢へ捕らえられてしまう。牢の特殊な構造から如水と会話ができる状況で、佳乃は二人で脱出しようと奮闘する。
第六章 赤い椿
大正、昭和、そして現代で起きた様々な事件。これらをすべてまとめ上げたとき、はるかは一つの結論に達する。100年前から続く事件に決着をつけるため、はるかは事件関係者を集めて推理を披露するのだった。
終章 春ゆきてレトロチカ
事件解決後、調査の途中で出版社に依頼していた事柄に対する返信が、はるかのスマホに届く。それについての確認をしているとき、はるかの頭では大きな違和感が生まれていた。そこから生まれた仮説の真偽を確かめるべく、はるかはある人物のもとへと向かう。

## 登場人物

### 現代
河々見はるか（かがみ はるか）
演 - 桜庭ななみ
このゲームの主人公。『探偵 西毬真琴』シリーズがベストセラーとなっているミステリ小説家。28歳。頭の中で謎と手がかりをつなぎ合わせて、仮説を生み出すという推理の仕方をする。
四十間永司（しじま えいじ）
演 - 平岡祐太
細胞周期について研究する生物学者。35歳。老化の抑止を主な研究テーマとしている。はるかの小説の科学考証を担当した縁で知り合った。四十間家の次男だが、ある出来事がきっかけで家を出る。代替わりの行事で家に戻るのを機に、はるかにトキジクと家の庭から出た白骨死体の調査を依頼した。本当にトキジクが見つかれば、現代医療に役立てようと思っている。
山瀬明里（やませ あかり）
演 - 松本若菜
はるかの担当編集者。36歳。はるかたちと共に四十間家に同行し、調査資料として四十間佳乃が書いた小説をはるかに提供する。
四十間了永（しじま りょうえい）
演 - 榎木孝明
四十間家当主。70歳。永司たちの父。厳格な性格。
四十間蓉子（しじま ようこ）
演 - 横山めぐみ
了永の後妻。50歳。永司たちとは血のつながりはない。
四十間一永（しじま かずなが）
演 - 深水元基
四十間家の長男。45歳。医療コンサルタント。尊大な性格で、はるかに対して冷たく接する。
四十間光永（しじま みつのり）
演 - 佐野岳
四十間家の三男。25歳。医学生。はるかの小説のファン。四十間家の過去に起きた事件について独自に調べていた。
春日弥宵（かすが やよい）
演 - 筒井真理子
四十間家の使用人。68歳。3年前から住み込みで働いている。高齢の為体が弱く、ほとんど外出しない。
草刈孟彦（くさかり たけひこ）
演 - 池内万作
四十間家の庭師。46歳。長年四十間家に仕えており、敷地全体の管理を任されている。
西毬真琴（にしまり まこと）
演 - 梶裕貴
はるかの小説の主人公の名前を名乗る探偵。年齢不詳。四十間家の過去の事件について了永から依頼を受けており、調査の為に四十間家を訪れる。
桐生恵（きりゅう めぐみ）
演 - 真飛聖
西毬の連絡で四十間家にやって来た女医。36歳。

### 大正時代
四十間佳乃（しじま よしの）
演 - 桜庭ななみ
小説家を目指している女性。17歳。トキジクを何者かに奪われ、それを取り戻すために偶然知り合った如水に協力を仰ぐ。
久坂如水（くさか じょすい）
演 - 平岡祐太
個人競売会の参加者の一人。年齢不詳。豚の血を「龍の血」と偽って競売会に参加しようとしているところを佳乃に見抜かれ、協力関係を築くことになる。
後藤銀作（ごとう ぎんさく）
演 - 池内万作
個人競売会の主催者。50歳。夜になると起き上がるという曰くのある木乃伊を出品しようとしていた。
古富谷きぬ（ことみや きぬ）
演 - 筒井真理子
競売会の参加者の一人で、骨董品店の店主。55歳。
南将憲（みなみ まさのり）
演 - 佐野岳
競売会の参加者の一人で、陸軍科学研究所に所属している医学者。24歳。平将門が使っていたという日本刀を出品しようとしていた。
庄田せつ（しょうだ せつ）
演 - 横山めぐみ
競売会の参加者の一人で、怪奇小説蒐集家。40歳。トキジクを出品しようとしていた。競売会が始まる前に、地下の保管室で死体となって発見される。
四十間元永（しじま げんえい）
演 - 池内万作
四十間家当主。48歳。佳乃の父親。ある時、佳乃にトキジクを持たせ、四十間家から出ていくように指示した。
四十間永山（しじま えいざん）
演 - 深水元基
医師。45歳。佳乃の叔父。代替わりの行事に佳乃が必要だと手紙を送り、呼び戻した。
長浜常盤子（ながはま とわこ）
演 - 松本若菜
永山の恋人。36歳。自分本位な永山に振り回されることが多いのを自覚しているが、好きでやっていると語る。
四十間佐永太（しじま さえいた）
演 - 佐野岳
永山の息子。25歳。四十間家の慣習に懐疑的ではあるが、自分から変えようとはしない小心者。父の永山や妻のあやめに対して頭が上がらない。
四十間あやめ（しじま あやめ）
演 - 香川愛生
四十間佐永太の妻。27歳。怒りっぽい性格で、冴えない佐永太に対して手ひどく当たる。極度の近視で、眼鏡を手放せない。
陣場みさを（じんば みさを）
演 - 真飛聖
旅館の女将。35歳。

### 昭和時代
伊夜（いよ）
演 - 桜庭ななみ
ナイトクラブ「赤椿」の客席係。18歳。彩綾に憧れている。
彩綾（さあや）
演 - 松本若菜
ナイトクラブ「赤椿」の歌手。年齢不詳。いつまでも変わらない美貌と歌声から「不老の歌姫」と呼ばれて人気を博している。何者かによって脅迫されており、自身の衰えも感じていたため歌手の引退を決意していた。
かな子
演 - 麻倉もも
ナイトクラブ「赤椿」の見習い歌手。24歳。半年前に入店し、彩綾を歌の師匠として慕っていた。彩綾のラストステージのドレスが届くまでの代役としてステージに上るが、マイクに仕込まれていた毒針によって死亡する。
増田元樹（ますだ もとき）
演 - 深水元基
ナイトクラブ「赤椿」オーナー。47歳。短気な性格だが、店や彩綾を大事に思っている。事件当日、伊夜に対して彩綾の側にいるよう指示した。
理奈（りな）
演 - 横山めぐみ
ナイトクラブ「赤椿」の客席係。51歳。勝手にステージに上がった了永を引きずりおろした。
尾藤文太郎（びとう ぶんたろう）
演 - 池内万作
ナイトクラブ「赤椿」の機材スタッフ。48歳。開店前に彩綾が行ったラストステージのリハーサル・機材チェックに立ち会った。
四十間了永（しじま りょうえい）
演 - 佐野岳
ナイトクラブ「赤椿」の一見客。20歳。医学生。「不老の歌姫」の噂を聞きつけてやって来た。伊夜におとぎ話として不老の実について語る。
久坂如水（くさか じょすい）
演 - 平岡祐太
増田から脅迫犯の調査を依頼されていた探偵。年齢不詳。